# Алексеевский сельский округ (Краснодарский край)
Алексеевский сельский округ — административно-территориальная единица Тихорецкого района Краснодарского края России.
В рамках муниципального устройства соответствует Алексеевскому сельскому поселению (без хутора Большевик).

## Населённые пункты
В состав сельского округа входят 9 населённых пунктов:
| № | Населённый пункт                           | Тип населённого пункта | Население (чел.) |
| - | ------------------------------------------ | ---------------------- | ---------------- |
| 1 | Алексеевская                               | станица                | ↘3182            |
| 2 | Кирпичный                                  | посёлок                | ↘38              |
| 3 | Краснооктябрьская                          | станица                | ↘1420            |
| 4 | Красный Партизан                           | хутор                  | ↘36              |
| 5 | Москальчук                                 | хутор                  | ↘132             |
| 6 | Новоархангельская                          | станица                | ↗741             |
| 7 | Овощной отделения № 2 совхоза «Челбасский» | посёлок                | ↘72              |
| 8 | Пригородный                                | посёлок                | ↗1410            |
| 9 | Школьный                                   | хутор                  | ↗104             |